# Ферді Дройф
Ферді Дройф (нід. Ferdy Druijf, нар. 12 лютого 1998, Ойтігест) — нідерландський футболіст, нападник австрійського «Рапіда» (Відень), який на правах оренди виступає за «Зволле».
Грав також у складі клубу «Неймеген», а також молодіжної збірної Нідерландів. Найкращий бомбардир Еерстедивізі сезону 2018—2019 років.

## Клубна кар'єра
Народився 12 лютого 1998 року в місті Ойтігест. Розпочав займатися футболом у рідному місті, пізніше займався у футбольній школі клубу АЗ. З 2016 року розпочав виступати за молодіжну команду клубу «Йонг АЗ», який грав у Еерстедивізі. У складі молодіжної команди він був одним з головних бомбардирів команди, і з 2018 року він періодично почав з'являтися й у головній команді клубу АЗ. У сезоні 2018—2019 року Дройф у першій половині сезону відзначився 14 забитими м'ячами в Еерстедивізі за «Йонг АЗ», а в другій половині сезону керівництво клубу АЗ вирішило віддати футболіста в оренду до клубу Еерстедивізі «Неймеген», у якому він надалі відзначався бомбардирськими здібностями, й до кінця сезону відзначився за неймегенську команду ще 15 забитими м'ячами, унаслідок чого за сезон він забив усього 29 м'ячів ставши кращим бомбардиром Еерстедивізі цього сезону.
По закінченні сезону повернувся до складу АЗ, після чого за наступні півтора сезони у складі головної команди клубу з Алкмара взяв участь у 21 матчі національного чемпіонату. При цьому гольовий здобуток нападника поповнився лише двома голами.
На початку 2021 року попрямував на умовах оренди до бельгійського «Мехелена», де провів півтора сезони, а влітку 2022 року за 1,5 мільйони євро перейшов до австрійського «Рапіда» (Відень).

## Виступи за збірну
Протягом 2017—2018 років залучався до складу молодіжної збірної Нідерландів. На молодіжному рівні зіграв у 3 офіційних матчах.

## Титули і досягнення
Найкращий бомбардир Еерстедивізі: 2018—2019 (29 м'ячів)